# Webera synoico-cruda
Webera synoico-cruda là một loài Rêu trong họ Bryaceae. Loài này được (Müll. Hal.) Kindb. miêu tả khoa học đầu tiên năm 1889.